# Calle 111–Greenwood (línea de la Calle Fulton)
La Calle 111–Greenwood (conocida como la Calle 111) es una estación en la línea de la Calle Fulton del Metro de Nueva York de la división B del Independent Subway System. La estación se encuentra localizada en Ozone Park, Brooklyn entre la Calle 111 y la Avenida Liberty. La estación es servida en varios horarios por los trenes del Servicio .